# Achyrophorus
Achyrophorus é um género de planta com flor pertencente à família Asteraceae. 
A autoridade científica da espécie é Adans., tendo sido publicada em Familles des Plantes 2: 112, 512. 1763.
Trata-se de um género não aceite pelo sistema de classificação filogenético Angiosperm Phylogeny Website

## Espécies
Segundo a base de dados The Plant List tem 7 espécies descritas das quais 4 são aceites:
- Achyrophorus angustissimus Phil.
- Achyrophorus brevicaulis Phil.
- Achyrophorus ramosus DC.
- Achyrophorus tenuisectus Sch.Bip.